# Wilco Kelderman
Wilco Kelderman (Amersfoort, 25 maart 1991) is een Nederlands wegwielrenner die vooral bekendstaat als tijdritspecialist en klassementsrenner en sinds 2023 rijdt voor Jumbo Visma.

## Biografie
Vroeg in zijn wielerloopbaan won Kelderman de Ronde van de Elzas en de Ronde van Noorwegen. In 2013 reed hij zijn eerste grote ronde: de Ronde van Italië. Na het uitvallen van kopman Robert Gesink trok Kelderman enkele keren ten aanval. Hij werd uiteindelijk zeventiende in het algemeen klassement. Kort daarna boekte Kelderman zijn grootste overwinning tot dan toe, hij won de Ronde van Denemarken.
Het jaar 2014 was de doorbraak van Kelderman. Wilco begon als kopman aan de Giro. Kelderman wist zijn status waar te maken en eindigde op een zevende plaats in het eindklassement. Korte tijd later wist Kelderman opnieuw te imponeren. Hij werd vierde in het Critérium du Dauphiné. Ook reed Kelderman zijn tweede grote ronde van dat jaar: de Vuelta. Hij werd veertiende.
In 2015 maakte Kelderman zijn debuut in de Tour, waarvan de start nabij zijn woonplaats plaatsvond. De ambitie van Kelderman was om top-10 te eindigen in het eindklassement. Wegens pech en een rugblessure speelde hij een anonieme rol. Na de Tour wist Kelderman wel te presteren in de Eneco Tour. Door een sterke tijdrit kwam Kelderman hoog in het klassement te staan en hij pakte een etappe daarna ook de leiderstrui. De dag erna was hij deze alweer kwijt en hij zakte terug naar de derde plaats in het algemeen klassement. Op 6 september 2016 werd bekendgemaakt dat Kelderman vanaf 2017 zal uitkomen voor Giant-Sunweb, de opvolger van Giant-Alpecin.
Kelderman reed de Ronde van Italië in 2017 voor Team Sunweb in dienst van kopman Tom Dumoulin. Dumoulin won deze honderdste editie van de Ronde van Italië als eerste Nederlander. Kelderman viel echter al uit in de negende etappe. Hij reed tegen een deels op de weg stilstaande motor aan en brak bij zijn val een vinger. In de Ronde van Spanje later dat jaar kwam hij sterk voor de dag en leek hij lang op weg naar een podiumplaats, in de laatste bergetappe zakte hij er in de slotkilometers echter doorheen en moest zijn derde plek in het algemeen klassement afstaan aan de Rus Ilnoer Zakarin. Een jaar later hoopte hij weer voor een podiumplek te kunnen gaan in de Ronde van Spanje, maar materiaalpech gooide roet in het eten en hij eindigde op de tiende plaats.
In 2019 kwam Kelderman hard ten val in de Ronde van Catalonië en moest daardoor de Giro aan zich voorbij laten gaan.
In juli 2020 lekte uit dat Kelderman, die een aflopend contract had bij Team Sunweb, in het seizoen 2021 de overstap zou maken naar de Duitse ploeg BORA-hansgrohe. Kelderman leek dat jaar een gooi te doen naar de eindzege in de Ronde van Italië, maar verloor in de laatste bergetappe de roze leiderstrui en eindigde deze ronde als derde in het eindklassement.

## Palmares

### Overwinningen
2008
1e en 4e etappe Ronde van Łódź
Luik-La Gleize
2009
3e etappe Driedaagse van Frankfurt
Eindklassement Driedaagse van Frankfurt
4e etappe 3 Giorni Orobica
2010
5e etappe Ronde van de Elzas
Eindklassement Ronde van de Elzas
2011
Eindklassement Ronde van Noorwegen
5e en 6e etappe Ronde van Thüringen
Eindklassement Ronde van Thüringen
 Nederlands kampioen tijdrijden, Beloften
Proloog Ronde van de Ain
2012
Jongerenklassement Ronde van Californië
Jongerenklassement Critérium du Dauphiné
Jongerenklassement Ronde van Denemarken
2013
Jongerenklassement Ronde van Romandië
5e etappe Ronde van Denemarken
Eind-, punten- en jongerenklassement Ronde van Denemarken
2014
Jongerenklassement Critérium du Dauphiné
2015
Jongerenklassement Ronde van Catalonië
 Nederlands kampioen tijdrijden, Elite
2016
Jongerenklassement Ronde van Poitou-Charentes
2017
 UCI Ploegentijdrit in Bergen

### Resultaten in voornaamste wedstrijden
| Jaar | Ronde van Italië | Ronde van Frankrijk | Ronde van Spanje |
| ---- | ---------------- | ------------------- | ---------------- |
| 2012 |                  |                     |                  |
| 2013 | 16e              |                     |                  |
| 2014 | 7e               |                     | 14e              |
| 2015 |                  | 79e                 |                  |
| 2016 |                  | 32e                 |                  |
| 2017 | opgave           |                     | 4e               |
| 2018 |                  |                     | 10e              |
| 2019 |                  | opgave              | 7e               |
| 2020 | ↑                |                     |                  |
| 2021 |                  | 5e                  |                  |
| 2022 | 17e              |                     | 18e              |
| 2023 |                  | 18e                 | 25e              |
| 2024 |                  | 21e                 |                  |
| 2025 | 37e              |                     |                  |

| Jaar | Amstel Gold Race | Luik-Bast.‑Luik | Ronde van Lombardije | Waalse Pijl | Parijs-Tours |  | WK op de weg |  | Wereldranglijsten |
| ---- | ---------------- | --------------- | -------------------- | ----------- | ------------ |  | ------------ |  | ----------------- |
| 2012 |                  |                 | opgave               | 73e         | 120e         |  |              |  | 123e (UWT)        |
| 2013 |                  |                 |                      |             |              |  | 60e          |  | 38e (UWT)         |
| 2014 |                  |                 | 17e                  |             |              |  | opgave       |  | 33e (UWT)         |
| 2015 | 62e              | 37e             | 58e                  | 10e         |              |  |              |  | 42e (UWT)         |
| 2016 | 30e              |                 | opgave               | 13e         |              |  |              |  | 71e (UWT)         |
| 2017 | 109e             |                 | 18e                  | 66e         |              |  |              |  | 34e (UWT)         |
| 2018 |                  |                 | 48e                  |             |              |  | 38e          |  | 63e (UWT)         |
| 2019 |                  |                 | 38e                  |             |              |  |              |  | 155e (UWR)        |
| 2020 |                  |                 | 19e                  |             |              |  |              |  | 15e (UWR)         |
| 2021 | 37e              | 27e             |                      |             |              |  |              |  |                   |
| 2022 |                  | opgave          | 60e                  |             |              |  |              |  |                   |
| 2023 |                  |                 | 65e                  |             |              |  |              |  |                   |
| 2024 |                  |                 | 21e                  |             |              |  | 31e          |  |                   |
| 2025 |                  |                 |                      |             |              |  |              |  |                   |

### Resultaten in kleinere rondes
| Jaar | Tour Down Under | Ronde van de VAE | Parijs-Nice | Tirreno-Adriatico | Ronde van Catalonië | Ronde van het Baskenland | Ronde van Romandië | Critérium du Dauphiné | Ronde van Zwitserland | Ronde van Polen | BinckBank Tour |
| ---- | --------------- | ---------------- | ----------- | ----------------- | ------------------- | ------------------------ | ------------------ | --------------------- | --------------------- | --------------- | -------------- |
| 2012 | 21e             |                  |             |                   | opgave              |                          | 30e                | 8e                    |                       | 101e            |                |
| 2013 | 6e              |                  | opgave      |                   |                     |                          | 5e                 |                       | 31e                   |                 | 7e             |
| 2014 |                 |                  | 13e         |                   | 12e                 |                          |                    | 4e                    |                       |                 |                |
| 2015 |                 |                  | 15e         |                   | 9e                  |                          |                    | 22e                   |                       |                 | ↑              |
| 2016 |                 |                  | 13e         |                   | opgave              | 10e                      |                    |                       | 8e                    |                 | 6e             |
| 2017 | 9e              |                  |             |                   |                     |                          | 7e                 |                       |                       | 4e              |                |
| 2018 |                 |                  |             | DNF               |                     |                          |                    |                       | 5e                    |                 |                |
| 2019 |                 | 5e               | 14e         |                   |                     |                          |                    |                       |                       |                 |                |
| 2020 |                 | 6e               |             | 4e                |                     |                          |                    |                       |                       | 7e              |                |
| 2021 |                 |                  |             |                   | 5e                  | opgave                   | 10e                | 4e                    |                       |                 | opgave         |
| 2022 |                 |                  |             |                   |                     |                          |                    |                       |                       |                 |                |
| 2023 |                 |                  |             | opgave            |                     |                          |                    |                       | 4e                    |                 |                |
| 2024 |                 |                  | 8e          |                   |                     |                          |                    |                       | 9e                    | ↑               |                |
| 2025 |                 |                  |             |                   | 21e                 | 17e                      |                    |                       |                       |                 |                |

(*) tussen haakjes aantal individuele etappe-overwinningen

## Ploegen
- 2010 –  Rabobank Continental Team
- 2011 –  Rabobank Continental Team
- 2012 –  Rabobank Cycling Team
- 2013 –  Belkin-Pro Cycling Team [a]
- 2014 –  Belkin-Pro Cycling Team
- 2015 –  Team LottoNL-Jumbo
- 2016 –  Team LottoNL-Jumbo
- 2017 –  Team Sunweb
- 2018 –  Team Sunweb
- 2019 –  Team Sunweb
- 2020 –  Team Sunweb
- 2021 –  BORA-hansgrohe
- 2022 –  BORA-hansgrohe
- 2023 –  Jumbo-Visma
- 2024 –  Visma-Lease a Bike
- 2025 –  Team Visma-Lease a Bike

1. ↑  Tot de Ronde van Frankrijk heette de ploeg Blanco-Pro Cycling Team, maar na het aantrekken van Belkin als hoofdsponsor werd de naam veranderd.

Adams (tot 25/08) ·
Boeve ·
Bol ·
Bovenhuis ·
Bulgaç ·
van Geffen (tot 09/05) ·
Hofland ·
Keizer ·
Kelderman ·
Kreder · 
van der Lijke ·
Markus ·
Ockeloen ·
van Poppel ·
Sinkeldam ·
Slagter ·
Vermeltfoort ·
Vrijmoed
Asselman ·
van Baarle ·
Bol ·
Boskamp ·
Bovenhuis ·
Bulgaç ·
Dennis ·
Dumoulin ·
Goos ·
Hofland ·
Kelderman ·
Kreder · 
van der Lijke ·
Markus ·
Olivier ·
Riesebeek ·
Sinkeldam
Barredo ·
Bol · 
Boom ·
Bos ·
Breschel ·
Brown ·
Clement ·
ten Dam ·
van Emden ·
Flens ·
Gárate ·
Gesink ·
Kelderman ·
Kruijswijk ·
Leezer ·
Martens ·
Matthews ·
Mollema ·
Niermann ·
Renshaw ·
Sánchez ·
Slagter ·
Tankink ·
Tjallingii ·
Vermeltfoort ·
van Winden · 
Wynants ·
Goos (stagiair)
Bobridge · 
Bol · 
Boom ·  
Bos · 
Brown · 
Clement · 
Flens · 
Gárate · 
Gesink · 
Goos ·  
Hofland · 
Kelderman · 
Kruijswijk · 
Leezer · 
Martens · 
Mollema · 
Nordhaug · 
Renshaw ·
Tankink · 
Tanner · 
ten Dam · 
Tjallingii ·  
van Emden · 
van Winden · 
Vanmarcke · 
Wagner · 
Wynants · 
Slik (stagiair)
Bobridge · Bol · Boom ·  Bos · Brown · Clement · Flens · Gárate · Gesink · Goos · Hivert · Hofland · Keizer · Kelderman · Kruijswijk · Leezer · Markus · Martens · Mollema · Nordhaug · Tankink · Tanner · ten Dam · Tjallingii · van der Lijke · van Emden · van Winden · Vanmarcke · Wagner · Wynants · Tusveld (stagiair)
Bennett · Bulgaç · De Weert · Flens · Gesink · Goos · Hofland · Keizer · Kelderman · Kruijswijk · Leezer · Lindeman · Markus · Martens · Roosen · Tankink · Teunissen · ten Dam · Tjallingii · Van Asbroeck · van der Lijke · van Emden · Vanmarcke · van Winden · Wagner · Wynants · Bouwman (stagiair) · Castelijns (stagiair) · Lammertink (stagiair)
Battaglin · Bennett · Bouwman · Campenaerts · Castelijns · van Emden · Gesink · Goos · Groenewegen · Hofland · Keizer · Kelderman · Kruijswijk · Lammertink · Leezer · Lindeman · Martens · Roglič · Roosen · Tankink · Teunissen · Tjallingii · Van Asbroeck · Vanmarcke · Vermeulen · Wagner · van Winden · Wynants
Andersen · Arndt · Barguil · Bauhaus · Curvers · Ten Dam · De Backer · Dumoulin   · Fröhlinger · Geschke · Haga · Hamilton · Hofstede · Kämna · Kelderman · Lunke · Matthews · Oomen · Preidler · Sinkeldam · Stamsnijder · Teunissen · Timmer · Waeytens · Walscheid · Kanter (stagiair) · Rohde (stagiair)
Andersen · Arndt · Bauhaus · Curvers · ten Dam · Dumoulin   · Fröhlinger · Geschke · Haga · Hamilton · Hindley · Hofstede · Kämna · Kelderman · Matthews · Oomen · Stamsnijder · Storer · Teunissen · Theuns · Tusveld · Vervaeke · Walscheid
Arndt · Bakelants ·  Bol · Curvers · Dumoulin · Fröhlinger · Haga · Hamilton · Hindley · Hirschi · Kämna · Kanter · Kelderman · A. Kragh Andersen · S. Kragh Andersen · Matthews · Nieuwenhuis · Oomen · Pedersen · Power · Roche · Storer · Stork · Tusveld · Vervaeke · Walscheid · Eekhoff (stagiair) · Kooistra (stagiair) · Salmon (stagiair)
Arensman (vanaf 1 juli) · Arndt · Benoot · Bol · Dainese · Denz · Donovan · Eekhoff · Gall · Haga · Hamilton · Hindley · Hirschi · Kanter · Kelderman · A. Kragh Andersen · S. Kragh Andersen · Matthews · Nieuwenhuis · Oomen · Pedersen · Power · Roche · Salmon · Storer · Stork · Sütterlin · Tusveld · Van Wilder · Vermaerke (stagiair)
Ackermann · Aleotti · Baška · Benedetti · Bodnar · Buchmann · Burghardt · Fabbro · Gamper · Großschartner · Kämna · Kelderman · Konrad · Laas · Meeus · Oss · Palzer (vanaf 1 april) · Politt · Pöstlberger · J. Sagan · P. Sagan · Schachmann · Schelling · Schillinger · Schwarzmann · Selig · Walls · Wandahl · Zwiehoff
Aleotti · Archbold · Benedetti · Bennett · Buchmann · Fabbro · Gamper · Großschartner · Haller · Higuita · Hindley · Kämna · Kelderman · Koch · Konrad · Laas · Lührs · Meeus · Mullen · Palzer · Politt · Pöstlberger · Schachmann · Schelling · Uijtdebroeks · van Poppel · Vlasov · Walls · Wandahl · Zwiehoff · Lipowitz (stagiair)
Affini · Benoot · Bouwman · Dennis · Foss   · Gesink · Gloag · Hessmann · Hofstede · Kelderman · Kooij · Kruijswijk · Kuss · Laporte  · Leemreize · Oomen · Roglič   · Roosen · Tratnik · Vader · Valter · Van Aert · van Baarle · Van der Sande · M. van Dijke · T. van Dijke · Van Emden · Van Hooydonck · Vingegaard
Affini · Benoot · Bouwman · Gesink · Gloag · Hagenes · Heßmann · Jorgenson · Kelderman · Kooij · Kruijswijk · Kuss · Laporte  · Lemmen · Staune-Mittet · Tratnik · Tulett · Uijtdebroeks · Vader · Valter · Van Aert · van Baarle · van Belle · Van der Sande · M. van Dijke · T. van Dijke · Vermote · Vingegaard